# Tales of Ten Worlds
Tales of Ten Worlds este o colecție de povestiri științifico-fantastice scrise de Arthur C. Clarke și publicată în 1962 de Harcourt Brace.

## Cuprins
- "I Remember Babylon"
- "Summertime on Icarus"
- "Out of the Cradle, Endlessly Orbiting..."
- "Who's There?"
- "Hate"
- "Into the Comet"
- "An Ape about the House"
- "Saturn Rising"
- "Let There be Light"
- "Death and the Senator"
- "Trouble With Time"
- "Before Eden"
- "A Slight Case of Sunstroke"
- "Dog Star"
- "The Road to the Sea"

## Ediții
- Arthur C. Clarke (1962). Tales of Ten Worlds. Harcourt Brace. pp. 245 pp.
- Arthur C. Clarke. Storie di Terra e Spazio (ed. collana Urania n° 1039). Mondadori. ISBN 88-7819-669-X.

## Legături externe
- en  Istoria publicării lucrării Tales of Ten Worlds la Internet Speculative Fiction Database
- „Archived copy”. Arhivat din original la 6 octombrie 2001. Accesat în 27 ianuarie 2007.